# أحمد سعيد (لاعب كريكت)
أحمد سعيد (15 أبريل 1976 في باكستان - ) هو لاعب كريكت باكستاني.

## وصلات خارجية
- أحمد سعيد على موقع إي آس بي آن كريك إنفو (الإنجليزية)